# Kaltbrunn (Sankt Gallen)
Kaltbrunn és un municipi del cantó de Sankt Gallen (Suïssa), situat al districte de See-Gaster.